# Mistrzostwa Europy w Lekkoatletyce 1969 – sztafeta 4 × 100 m kobiet
Sztafeta 4 × 100 metrów kobiet była jedną z konkurencji rozgrywanych podczas IX Mistrzostw Europy w Atenach. Biegi eliminacyjne zostały rozegrane 19 września, a bieg finałowy 20 września 1969 roku. Zwycięzcą tej konkurencji została sztafeta Niemieckiej Republiki Demokratycznej w składzie: Regina Höfer, Renate Meißner, Bärbel Podeswa i Petra Vogt. W rywalizacji wzięło udział trzydzieści sześć zawodniczek z dziewięciu reprezentacji.

## Rekordy
| Rekord świata     | Stany Zjednoczone · (Barbara Ferrell, Margaret Bailes, Mildrette Netter, Wyomia Tyus) | 42,88 | Meksyk, Meksyk   | 20.10.1968 |
| Rekord Europy     | ZSRR · (Ludmiła Żarkowa, Galina Bucharina, Wira Popkowa, Ludmiła Samotiosowa)         | 43,41 | Meksyk, Meksyk   | 20.10.1968 |
| Rekord mistrzostw | Polska · (Elżbieta Bednarek, Danuta Straszyńska, Irena Kirszenstein, Ewa Kłobukowska) | 44,49 | Budapeszt, Węgry | 04.09.1966 |

## Wyniki

### Eliminacje
Bieg 1
| Miejsce | Reprezentacja   | Zawodniczki                                                               | Czas | Uwagi |
| ------- | --------------- | ------------------------------------------------------------------------- | ---- | ----- |
| 1       | Wielka Brytania | Anita Neil, Denise Ramsden, Sheila Cooper, Val Peat                       | 45,0 | Q     |
| 2       | Francja         | Gabrielle Meyer, Sylviane Telliez, Nicole Montandon, Veronique Grandrieux | 45,6 | Q     |
| 3       | Szwecja         | Elisabeth Randerz, Gun Olsson, Karin Lundgren, Margaretha Larsson         | 46,4 | q     |

Bieg 2
| Miejsce | Reprezentacja | Zawodniczki                                                                      | Czas | Uwagi |
| ------- | ------------- | -------------------------------------------------------------------------------- | ---- | ----- |
| 1       | RFN           | Bärbel Hähnle, Jutta Stöck, Rita Wilden, Ingrid Becker                           | 44,6 | Q     |
| 2       | ZSRR          | Nadieżda Biesfamilna, Ludmiła Gołomazowa, Ludmiła Samotiosowa, Galina Mitrochina | 45,2 | Q     |
| 3       | Austria       | Liese Prokop, Helga Kapfer, Maria Sykora, Erika Kren                             | 46,5 | q     |

Bieg 3
| Miejsce | Reprezentacja | Zawodniczki                                                          | Czas | Uwagi |
| ------- | ------------- | -------------------------------------------------------------------- | ---- | ----- |
| 1       | NRD           | Regina Höfer, Renate Meißner, Bärbel Podeswa, Petra Vogt             | 44,2 | Q CR  |
| 2       | Polska        | Krystyna Mandecka, Danuta Jędrejek, Urszula Jóźwik, Mirosława Sarna  | 45,5 | Q     |
| 3       | Grecja        | Ekaterini Reizi, Eleni Wrettaku, Charula Sasagianni, Teodora Miniati | 49,2 |       |

### Finał
| Miejsce | Reprezentacja   | Zawodniczki                                                                      | Czas  | Uwagi |
| ------- | --------------- | -------------------------------------------------------------------------------- | ----- | ----- |
| 1       | NRD             | Regina Höfer, Renate Meißner, Bärbel Podeswa, Petra Vogt                         | 43,61 | CR    |
| 2       | RFN             | Bärbel Hähnle, Jutta Stöck, Rita Wilden, Ingrid Becker                           | 44,09 |       |
| 3       | Wielka Brytania | Anita Neil, Denise Ramsden, Sheila Cooper, Val Peat                              | 44,39 |       |
| 4       | Francja         | Gabrielle Meyer, Sylviane Telliez, Nicole Montandon, Veronique Grandrieux        | 44,6  |       |
| 5       | Polska          | Krystyna Mandecka, Danuta Jędrejek, Urszula Jóźwik, Mirosława Sarna              | 44,7  |       |
| 6       | ZSRR            | Nadieżda Biesfamilna, Ludmiła Gołomazowa, Ludmiła Samotiosowa, Galina Mitrochina | 44,8  |       |
| 7       | Austria         | Liese Prokop, Helga Kapfer, Maria Sykora, Erika Kren                             | 44,8  | NR    |
| –       | Szwecja         | Elisabeth Randerz, Gun Olsson, Karin Lundgren, Margaretha Larsson                | DNS   |       |